# Erdene-Otschiryn Otschirsüren
Erdene-Otschiryn Otschirsüren (mongolisch Эрдэнэ-Очирын Очирсүрэн; * 14. Juli 1985 in Zaamar sum) ist eine ehemalige mongolische Skilangläuferin.
Otschirsüren lebt in Ulaanbaatar. Sie bestritt 2003 in Owani ihre ersten beiden FIS-Rennen. Danach dauerte es zwei Jahre, bis sie in Österreich bei der Winter-Universiade 2005 antrat und als bestes Ergebnis einen 54. Platz im 15-Kilometer-Massenstart im klassischen Stil erreichte. Einen Monat später startete die Mongolin in Oberstdorf bei den Nordischen Skiweltmeisterschaften und belegte die Plätze 70 über 10 Kilometer Freistil und 65 im Klassik-Sprint. Das 20-Kilometer-Rennen im klassischen Stil beendete sie ebenso nicht, wie das Verfolgungsrennen. Es folgten weitere Rennen im Far East Cup. Höhepunkt der folgenden Saison wurden die Olympischen Winterspiele 2006 von Turin. Bei den Wettbewerben in Pragelato Plan kam sie im Rennen über 10 Kilometer Klassisch zum Einsatz und wurde 68. Danach nahm sie zwei Saisonen lang nicht mehr an internationalen Rennen teil. Ihre Rückkehr in den internationalen Sport feierte Ochirsüren 2008 im Skilanglauf-Weltcup, wo sie ihr erstes und einziges Rennen in der höchsten Rennserie bestritt. In Kuusamo belegte sie den 74. Platz im Klassik-Sprint. Nächster Höhepunkt wurden die Nordischen Skiweltmeisterschaften 2009 in Liberec. Ochirsüren nahm im Freistil-Sprint teil, wo sie als 89. in der Qualifikation ausschied. Bei den Olympischen Winterspielen 2010 in Vancouver nahm sie bei den Langlaufwettbewerben im Whistler Olympic Park letztmals international bei einem Rennen teil und belegte den 73. Platz über 10 Kilometer Freistil.